# Sceau-de-Salomon verticillé
Polygonatum verticillatum
Espèce
Classification APG III (2009)
Le Sceau-de-Salomon verticillé (Polygonatum verticillatum) est une plante herbacée vivace, rhizomateuse, de la famille des Asparagacées. Certains la classent parmi les Liliacées.

## Description
Atteint 30 à 80 cm ; feuilles linéaires-lancéolées, verticillées par 3 jusqu'à 8 ; petites fleurs de 3 à 8 mm inclinées vers le bas, s'épanouissant en juin et juillet ; baies rouge violacé à maturité.

## Habitat
Cette espèce pousse préférentiellement dans les bois, les rocailles, et parfois les prairies de l'Europe montagnarde et boréale (de 500 à 2 400 m d'altitude dans les Alpes). Elle est présente dans tous les massifs montagneux français.